# Reensamblar lo social: una introducción a la teoría del actor-red
Reensamblar lo social: una introducción a la teoría del actor-red  (en inglés Reassembling the Social. An introduction to Actor-Network-Theory, 2005) es un libro del filósofo, sociólogo y antropólogo de la ciencia francés Bruno Latour, quien es conocido mundialmente por ser uno de los iniciadores de la teoría del Actor-Red. Es así que esta obra es una introducción sistemática a esta teoría social alternativa y al pensamiento del propio autor. 

## Argumento
El libro expone de una manera consecuente y didáctica las premisas y consideraciones principales en las que se fundamentan la teoría del Actor-Red, conocida como ANT (por sus siglas en inglés Actor-Network-Theory), Sociología de la traducción u Ontología del Actante-Rizoma, la cual es un enfoque sociológico característico de teoría social y de investigación originado en el campo de los estudios sociales de la ciencia en los años 1980.
Bruno Latour en su página oficial hace una breve descripción en primera persona del contenido de su obra, este texto se encuentra originalmente en idioma inglés, más su traducción se muestra a continuación: 
Todo el mundo parece saber con qué tipo de fuerzas y en qué tipo de materiales está hecho el mundo social. Yo siempre he estado arraigado, en lo contrario, por la enorme brecha entre la vasta variedad de apegos con que la gente elabora sus diferentes mundos y el limitado repertorio que poseemos en la ciencia social para explicarlos. Encontré que esta brecha se ensanchaba aún más cuando comencé, hace treinta años, a proporcionar una explicación social de la práctica científica. Mientras la mayoría de la gente dijo que tal empresa claramente no tenía sentido; mientras tanto algunos de mis colegas cercanos afirmaron que esto era, si no fácil, al menos factible dentro de los límites normales de las ciencias humanas, unos pocos amigos y yo decidimos tomar las enormes dificultades de esta tarea como la ocasión de repensar las nociones de sociedad y de explicación social. Partiendo de las nuevas perspectivas de los estudios científicos, hemos explorado, desde entonces, muchos otros dominios de la tecnología: de la salud a las organizaciones del mercado de arte, de la religión a la ley, de la gestión a la política. Esta forma alternativa de practicar la sociología ha sido llamada teoría del actor-red o ANT (por sus siglas en inglés). Aunque ha sido ampliamente utilizada, también ha sido largamente incomprendida — en parte por la ambigüedad de la palabra 'social'.  Para clarificar esos malentendidos, me pareció útil escribir una introducción a esta pequeña escuela de pensamiento — o más bien proponer mi propia versión de la misma. En este libro muestro por qué la sociología puede ser interpretada como la ciencia de las asociaciones y no sólo como la ciencia de lo social.
Latour argumenta que "lo social" no es una sustancia o un dominio preexistente, sino un proceso de asociaciones entre actores humanos y no humanos (objetos, tecnologías, instituciones, etc.). Lo social es el resultado de redes que se forman y transforman constantemente.
La ANT se presenta como un método para rastrear estas asociaciones. No distingue jerárquicamente entre humanos y no humanos, otorgándoles a ambos el estatus de "actantes" que contribuyen a la construcción de las redes. Por ejemplo, un semáforo o un documento legal pueden ser tan relevantes como una persona en la configuración de una red social. Latour desafía las explicaciones sociológicas que recurren a estructuras abstractas (como "sociedad", "capitalismo" o "poder") para explicar fenómenos. En lugar de asumir estas categorías, propone observar empíricamente cómo se ensamblan las redes a través de interacciones concretas.

### Cinco fuentes de incertidumbre
Latour estructura la ANT alrededor de cinco incertezas que guían el análisis:
- La naturaleza de los grupos: Los grupos no son fijos, sino que se forman y disuelven constantemente.
- La naturaleza de las acciones: Las acciones no son solo humanas, sino que emergen de redes de actantes.
- La naturaleza de los objetos: Los objetos tienen agencia y participan en la construcción de lo social.

Por supuesto, no significa que estos participantes “determinan” la acción, […] las cosas podrían autorizar, permitir, dar los recursos, alentar, sugerir, influir, bloquear, hacer posible, prohibir, etc. La TAR no es la afirmación vacía de que son los objetos los que hacen las cosas “en lugar de” los actores humanos: dice simplemente que ninguna ciencia de lo social puede iniciarse siquiera si no se explora primero la cuestión de quién y qué participa en la acción, aunque signifique permitir que se incorporen elementos que a falta de mejor término, podríamos llamar no humanos.
Con estos criterios Latour abre la puerta a la participación de los agentes no humanos en una red de actores, entendiéndolos, no solo como animales y objetos a nuestro alrededor, sino también como las estructuras institucionales, organizaciones jerárquicas, discursos, e incluso como elementos psicológicos por mencionar algunos.
- La naturaleza de los hechos: Los hechos no son absolutos, sino el resultado de negociaciones y estabilizaciones en las redes.
- La naturaleza del estudio social: La sociología debe ser una ciencia empírica que trace asociaciones, no una disciplina que imponga marcos teóricos.

### Metodología
Latour aboga por un enfoque "plano" que siga a los actores en sus prácticas cotidianas, sin presuponer estructuras o jerarquías. Esto implica un trabajo etnográfico detallado, similar al que aplicó en La fabricación del derecho.
Aunque el libro es teórico, Latour usa casos concretos para ilustrar la ANT, como el papel de un martillo en una acción o cómo un laboratorio científico genera hechos a través de redes de instrumentos y personas.

## Perspectiva
En Reensamblar lo social, Latour desarrolla lo que él llama una "metafísica práctica", que implica el reconocer la capacidad de agencia presente en toda clase de agentes, incluso en los no humanos, es así que si alguien dice: "me inspiró Dios para ser caritativo con mis vecinos" se estaría obligado a reconocer el "peso ontológico" de su afirmación, en lugar de intentar reemplazar su creencia en la presencia de Dios con "cuestiones sociales pre-asumidas", como la clase, el género, el imperialismo, etcétera.
Los muchos matices de la metafísica de Latour exigen la existencia de una pluralidad de mundos y la voluntad del investigador de cartografiar cada vez más, argumentando que los investigadores de lo social deben renunciar a la esperanza de colocar a sus actores en una estructura o marco, algo que la mayoría de los “sociólogos tradicionales” ven como una desventaja, más Bruno Latour cree que es un sacrificio necesario en la realización de sus estudios para la obtención de mayores beneficios. 
A partir de estas ideas, que son tomadas como los fundamentos principales de la Teoría del Actor-Red, el autor busca ampliar la perspectiva sobre la manera de abordar lo social, pues el afirma que en la experiencia hay más de lo que se ve a simple vista. Es así que Latour da una serie de pasos para el rastreo de lo social, con la posibilidad de que ese reensamblar de lo social pueda ser visto desde una metodología abierta, relativista, pues él afirma que es necesario retomar y reorientar la tarea de rastrear conexiones hacia todos esos objetos que la sociología tradicional creyó razonable dejar de lado.
Bruno Latour al final de su libro, reconoce tanto lo controvertido como los puntos débiles dentro de la explicación de la teoría que encabeza, mencionando que la presencia de vacíos desde un aspecto metodológico riguroso y lineal, convierte a la Teoría del Actor-Red, en un blanco fácil de la crítica y la desacreditación, más al respecto él señala que dicha teoría trata “acerca de cómo estudiar las cosas, o más bien de cómo no estudiarlas. O también de cómo dar a los actores cierto margen para que puedan expresarse”, y que aunque algunas de sus ideas puedan ser vistas como extremas o difíciles de aprehender, muchas de ellas realmente tienen algunas conexiones con el sentido común y concluye afirmando que “en un tiempo en que hay tantas crisis respecto de lo que significa pertenecer, la tarea de cohabitar ya no debe simplificarse demasiado”.